# Zamarada saburra
Zamarada saburra är en fjärilsart som beskrevs av Fletcher 1974. Zamarada saburra ingår i släktet Zamarada och familjen mätare. Inga underarter finns listade i Catalogue of Life.